# Кюстендил. Принос към поселищногеографските проучвания на нашите градове (книга)
„Кюстендил. Принос към поселищногеографските проучвания на нашите градове“ e историко-географско и етнографско изследване за Кюстендил от Йордан Захариев- виден български географ, етнограф, фолклорист и историк, един от най-добрите изследователи и познавачи на Кюстендилския регион.
Планът на изследването е подобен на този на големите проучвания на автора („Кюстендилско Краище" и „Каменица") и това за „Село Слокощица" – т.нар. от него „Антропо-географски изучавания". Материалът е разделен на две части. В първата – физикогеографска част, се отразяват географското положение на града, хидрографията и климатът, флората и фауната му. Във втората – поселищногеографска част, се проследяват неговата история и развитие, дават се сведения за развитието на стопанството и съобщенията, за състава и броя на населението му по години (с таблици). В края са дадени кратки етнографски бележки. В текста се поместват снимки на улици, къщи и исторически паметници в града. Изследването е публикувано в „Архив за поселищни проучвания“, 1938, год. I, кн.1., стр.1- 106.